# Lyropteryx
Lyropteryx is een geslacht van vlinders uit de familie van de prachtvlinders (Riodinidae), onderfamilie Riodininae.
Lyropteryx werd in 1851 voor het eerst wetenschappelijk beschreven door Westwood.

## Soorten
Lyropteryx omvat de volgende soorten:
- Lyropteryx apollonia Westwood, 1851
- Lyropteryx diadocis Stichel, 1910
- Lyropteryx lyra Saunders, 1859
- Lyropteryx terpsichore Westwood, 1851